# Ляльковий будиночок Петронелли Ортман
Ля́льковий буди́ночок Петроне́лли Ортман (нід. Poppenhuis van Petronella Oortman) — ляльковий будиночок роботи невідомого майстра. Створений приблизно між 1686 та 1710 роками в Амстердамі. Зберігається у колекції Державного музею, Амстердам (інвен. номер BK-NM-1010).

## Історія
Раніше цей ляльковий будиночок належав дружині багатого купця Петронеллі Ортман (1656—1716), який вона замовила між 1686 та 1690 роками. У 1716 році будиночок успадкувала Гендріна Брандт; потім у 1743 році він був успадкований Яном Брандтом. У 1821 році викуплений нідерландською державою. Придбаний музеєм у 1875 році. Цей будиночок Ортман був відомий на весь світ. Відвідувачі з усіх куточків світу, серед яких був і Захарій фон Уффенбах із Німеччини, приїздили полюбуватися ним.

## Опис
Будиночок повністю обставлений меблями, і кожен предмет виготовлений із винятковою точністю, завжди у масштабі 1:9. Кожен предмет був створений із того матеріалу, з якого він був би виготовлений, якби на його місці був предмет стандартного розміру. У роботі над цим будиночком взяла участь велика кількість майстрів: художників, різників по дереву, виробників меблів, кошикарів, майстрів срібної справи, склодувів, палітурників. Вони створили близько 7000 об'єктів для будиночка, оригінали яких в реальному розмірі майже не збереглися. Ляльковий будиночок зображує інтер'єр будинку багатої родини та їхнє хазяйство наприкінці XVII століття.
Для того, аби обставити свій будиночок меблями, Петронелла Ортман заплатила за це таку суму грошей, якої було б достатньо, щоб придбати дорогий будинок на одному з каналів. Ззовні будиночок облицьований панциром черепахи та інкрустований оловом, що також коштувало дорого.
Поверхи
- Будинок має три поверхи. На першому поверсі — кухні, одна для користування, а друга для демонстрації, а також кімната для шиття і бібліотека. На кухні знаходилось найкраще кухонне начиння і його не використовували для трапез або приготування їжі. Усю західну частину займає сервант із гарно розставленою порцеляною. Ця порцеляна була привезена з Китаю та Японії. Велика частина порцеляни купувалась у Голландській Ост-Індійській компанії, яка почала торгувати предметами для лялькових будиночків, починаючи з моменту їх появи. Такий посуд виготовлявся на замовлення. На полицях нижче стоїть скляний посуд. Окрім цього, тут знаходиться дитячий сервант, а на столі подушка для шиття.
- Другий поверх найважливіший, оскільки тут розміщується найдорожча кімната у будиночку, салон, який призначався виключно для приймання гостей. Стіни салону повністю прикрашені пейзажами, а на стелі зображене небо у хмарах. Як було прийнято у ті часи, стільці виставлялися вздовж стіни. Але в середині розташовані два стільці для гри в трік-трак. Порцелянові горщики це плювальниці для тютюнового соку. Стільці у салоні розроблені більш ретельно, аніж стільці в інших кімнатах.
- На горищному поверсі розміщується приміщення для прислуги. Тут знаходиться білизняна кімната та приміщення для торфу. У білизняній кімнаті розвішували білизну, яку повертали з пральні. Тут висять мотузки, стоїть прес для прасування, кошики для білизни і таця для одягу. Праски, що стоять на столі, виготовлені із латуні із залізною пластиною для прасування і дерев'яною ручкою. Розжарене деревне вугілля клали всередину праски. Коли праскою не користувалися, вона стояла на етажерці. В задній частині знаходяться спальні для служниць, кожна із ліжком-коробкою, стільцем та нічним горщиком. Окрім цього тут розміщується і дитяча кімната. Дитяча кімната повністю оздоблена жовтим шовком, декорованим блакитними стрічками. Повсюдне використання однієї тієї самої тканими було характерним для кінця XVII століття. Ліжко являє собою «павільйонне ліжко», яке так називається через балдахін, що звисає над ним зі стелі. У шафі знаходиться дитячий одяг.